# Cultura-mãe
Um cultivo-mãe de fermentação (chamado simplesmente de starter dentro do contexto correspondente) é uma preparação para auxiliar o início da fermentação, processo de preparação de vários alimentos e bebidas fermentadas. Um acionador de cultura é uma cultura microbiológica que, de fato, realiza a fermentação. Esses starters geralmente consistem de um meio de cultivo, tais como grãos, sementes, ou de nutrientes líquidos que foram colonizados por microorganismos utilizados para a fermentação.
Nas descrições de cozinhas nacionais, starters de fermentação podem ser conhecidos por seus nomes nacionais:
- Qū (simplificado: 曲; tradicional: 麴, também romanizado como chu) (China)
  - Jiuqu (chinês tradicional: 酒麴, chinês simplificado: 酒曲, pinyin: jiǔ qū): o acionador de partida usados para fazer bebidas alcoólicas chinesas
  - Laomian (pinyin: laomian, lit. ‘old dough’ pinyin: mianfei, lit. ‘dough fat’): Starter chinês na cozinha do norte da China, a acidez de partida é geralmente temperada com carbonato de sódio antes de usar.[2]
- Nuruk ou Nulook (누룩), meju ou Mae-joo ou Mae-zu (메주) (Coreia)
- Koji (麹) (Japão)
- Ragi (Indonésia e Malásia)
- Bakhar, ranu, marchaar (murcha), Virjan (Índia)
- Bubod (Filipinas)
- Luk paeng (em tailandês:  ลูกแป้ง) (Tailândia)
- Levain (França)
- Pão zakvaska (закваска, sourdough) (Rússia, Ucrânia)
- Opara (опара), (Rússia), um starter com base em fermento

Esses cultivos-mãe são formadas por um meio específico de cultivo e uma mistura específica de cepas fúngicas e bacterianas.
Microrganismos tipicamente utilizados em starters podem incluir várias bactérias e fungos (leveduras e bolores): Rhizopus,  Aspergillus, Mucor, Amylomyces, Endomycopsis, Saccharomyces, Hansenula anomala, Lactobacillus, Acetobacter, etc. Várias culturas nacionais têm vários ingredientes ativos no starter, e envolvem, muitas vezes uma microflora diversa.
Cultivos-mãe industriais incluem várias enzimas, além da microflora.